# Lluïsa de Borbó-Dues Sicílies (gran duquessa de Toscana)

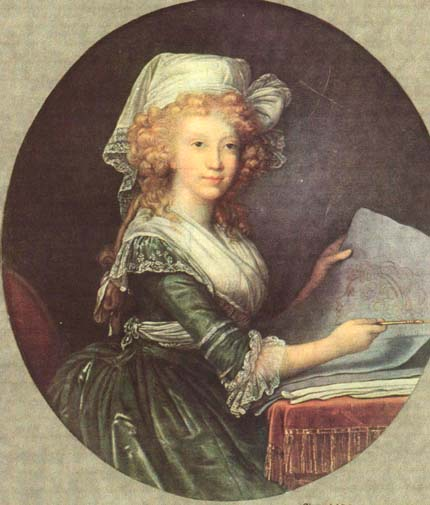
La princesa Lluïsa de Borbó-Dues Sicílies, gran duquessa de Toscana.

Lluïsa de Borbó-Dues Sicílies   (Nàpols, 27 de juliol de 1773 - Viena, 19 de setembre de 1802) Lluïsa de Borbó-Dues Sicílies, gran duquessa de Toscana, va ser Princesa de les Dues Sicílies amb el tractament inherent d'altesa reial que es maridà amb el gran duc Ferran III de Toscana.

## Biografia
Nascuda a Nàpols, capital del Regne de les Dues Sicílies, el dia 27 de juliol de 1773, era filla del rei Ferran I de les Dues Sicílies i de l'arxiduquessa Maria Carolina d'Àustria. Neta per via paterna del rei Carles III d'Espanya i de la princesa Maria Amàlia de Saxònia ho era per via materna de l'emperador Francesc I, emperador romanogermànic i de l'arxiduquessa Maria Teresa I d'Àustria.
Es casà per delegació el dia 15 d'agost de 1790 a Nàpols i després en persona a Viena el dia 19 de setembre de 1790, amb l'arxiduc d'Àustria i gran duc Ferran III de Toscana, fill de l'emperador Leopold II, emperador romanogermànic i de la infanta Maria Lluïsa d'Espanya.
La parella tingué cinc fills:
- Carolina d'Àustria-Toscana, nada a Florència el 1793 i morta a Viena el Viena.

- Francesc d'Àustria-Toscana, nat a Florència el 1794 i mort a Viena el 1800.

- El gran duc Leopold II de Toscana, nat a Florència el 1797 i mort a Roma el 1870. Es casà en primeres núpcies amb la princesa Maria Anna de Saxònia i en segones núpcies amb la princesa Maria Antonieta de Borbó-Dues Sicílies.

- L'arxiduquessa Maria Lluïsa d'Àustria-Toscana, nada a Florència el 1799 i morta a Florència el 1857.

- L'arxiduquessa Maria Teresa d'Àustria-Toscana, nada a Viena el 1801 i morta a Torí el 1855. Es casà el 1817 a Florència amb el rei Carles Albert I de Sardenya.

Lluïsa morí a Viena el dia 19 de setembre de 1802 a l'edat de vint-i-nou anys. La família gran ducal de Toscana es trobava exiliada a la Cort vienesa després que la Toscana fos ocupada per les tropes napoleòniques.